# Dravinjska dolina
Dravinjska dolina este o arie protejată (arie de protecție specială avifaunistică — SPA) din Slovenia întinsă pe o suprafață de 1.911,08 ha, integral pe uscat.

## Localizare
Centrul sitului Dravinjska dolina este situat la coordonatele 46°20′07″N 15°42′19″E / 46.3352°N 15.7053°E.

## Înființare
Situl Dravinjska dolina a fost declarat arie de protecție specială avifaunistică în aprilie 2004 pentru a proteja 3 specii de animale.

## Biodiversitate
Situată în ecoregiunea continentală, aria protejată nu include niciun habitat protejat.
La baza desemnării sitului se află mai multe specii protejate de  păsări (3): pescăruș albastru (Alcedo atthis), barză albă (Ciconia ciconia), sfrâncioc roșiatic (Lanius collurio).